# Spurstange

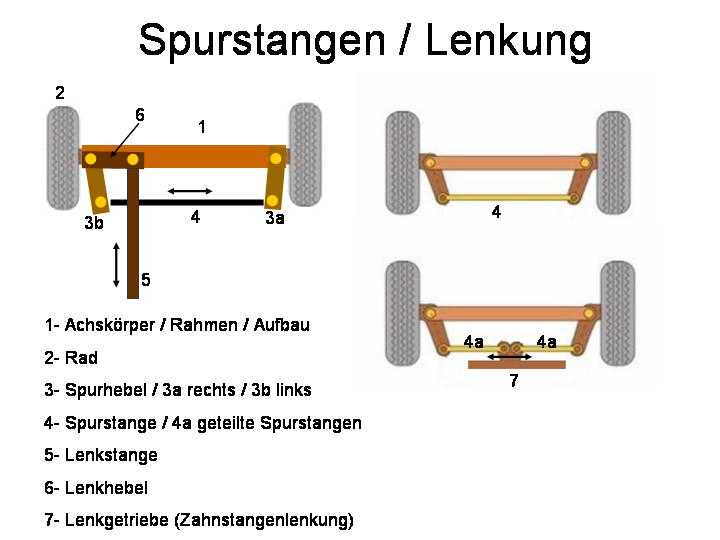
Spurstangen und Lenkhebel schematisch dargestellt
4 – einteilige Spurstange
4a – geteilte Spurstange

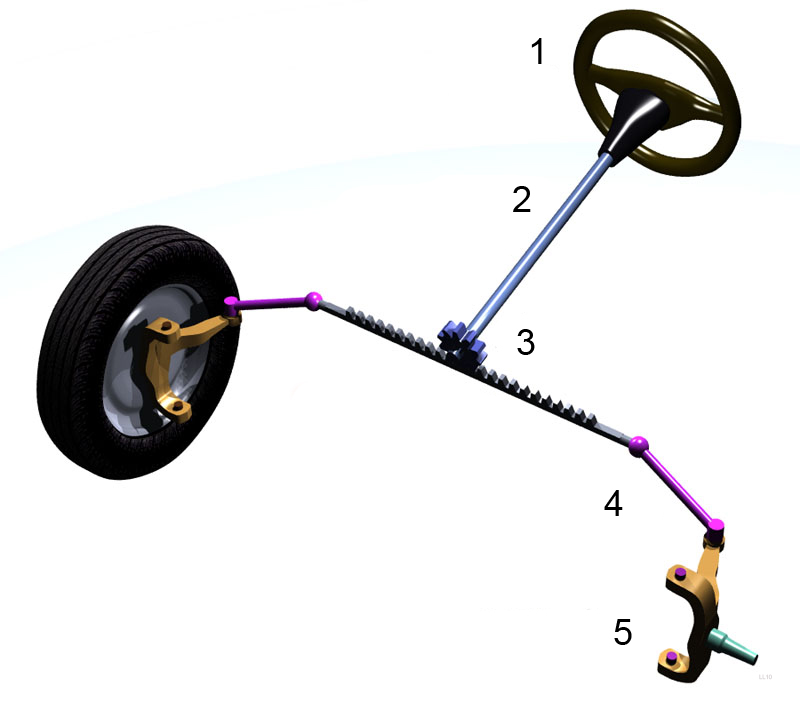
Zahnstangenlenkung mit geteilter Spurstange
1. Lenkrad
2. Lenksäule
3 Lenkgetriebe
4 Spurstange
5 Achsschenkel

Eine oder zwei Spurstangen  sind Bestandteil der Achsschenkel-Lenkung. Sie verbinden Spurhebel bzw. Lenkhebel an den Achsschenkeln (Radträger) mit dem Lenkgetriebe. Bei Traktoren, vielen LKW und älteren PKW mit gelenkten Starrachsen werden beide Spurhebel unmittelbar durch eine durchgehenden Spurstange verbunden, und das Lenkgetriebe greift über die Lenkstange am Lenkhebel (bzw. an einem der Spurhebel) an.
Fahrzeuge mit Einzelradaufhängung und Kugelumlauflenkung:
- Die Spurstangen verbinden das Lenkgetriebe unmittelbar jeweils mit dem linken und rechten Spurhebel. Sie sind nicht gleich lang, da sich der Lenkstockhebel nicht in der Mitte zwischen den Rädern befindet. Das führt zu asymmetrischem Verhalten bei Rechts-Linkseinschlag.
- Die Asymmetrie wird durch einen Lenkstockzwischenhebel vermieden, der spiegelsymmetrisch auf der anderen Fahrzeugseite angeordnet ist und der durch die Lenkstange mit dem Lenkstockhebel verbunden ist.[2] Die Spurstangen sind gleich lang und verbinden die Spurhebel mit dem Lenkstockhebel bzw. Lenkstockzwischenhebel. Möglich ist auch die Anbindung an der Lenkstange.

Bei der Zahnstangenlenkung sind die Spurstangen entweder an den Enden der Zahnstange angelenkt oder unmittelbar nebeneinander in der Mitte des Fahrzeugs am inneren Ende der Zahnstange, die sich seitlich versetzt vor dem Fahrer befindet.
Eine Spurstange besteht im Wesentlichen aus drei Bauteilen:
- an jedem Ende der Spurstange befindet sich ein Gelenk, das zumeist als Kugelkopf ausgebildet ist
- ein in der Länge justierbares Stahlrohr oder eine -stange dient als Verbindungsteil zwischen den Gelenken.

Der Name Spurstange leitet sich aus ihrer Funktion zur Einstellung der Vorspur der beiden Räder einer Achse ab. Die Einstellung der Spur erfolgt über die Längenänderung der Spurstange. Als Erfinder der Spurstange wird Andreas Flocken genannt.

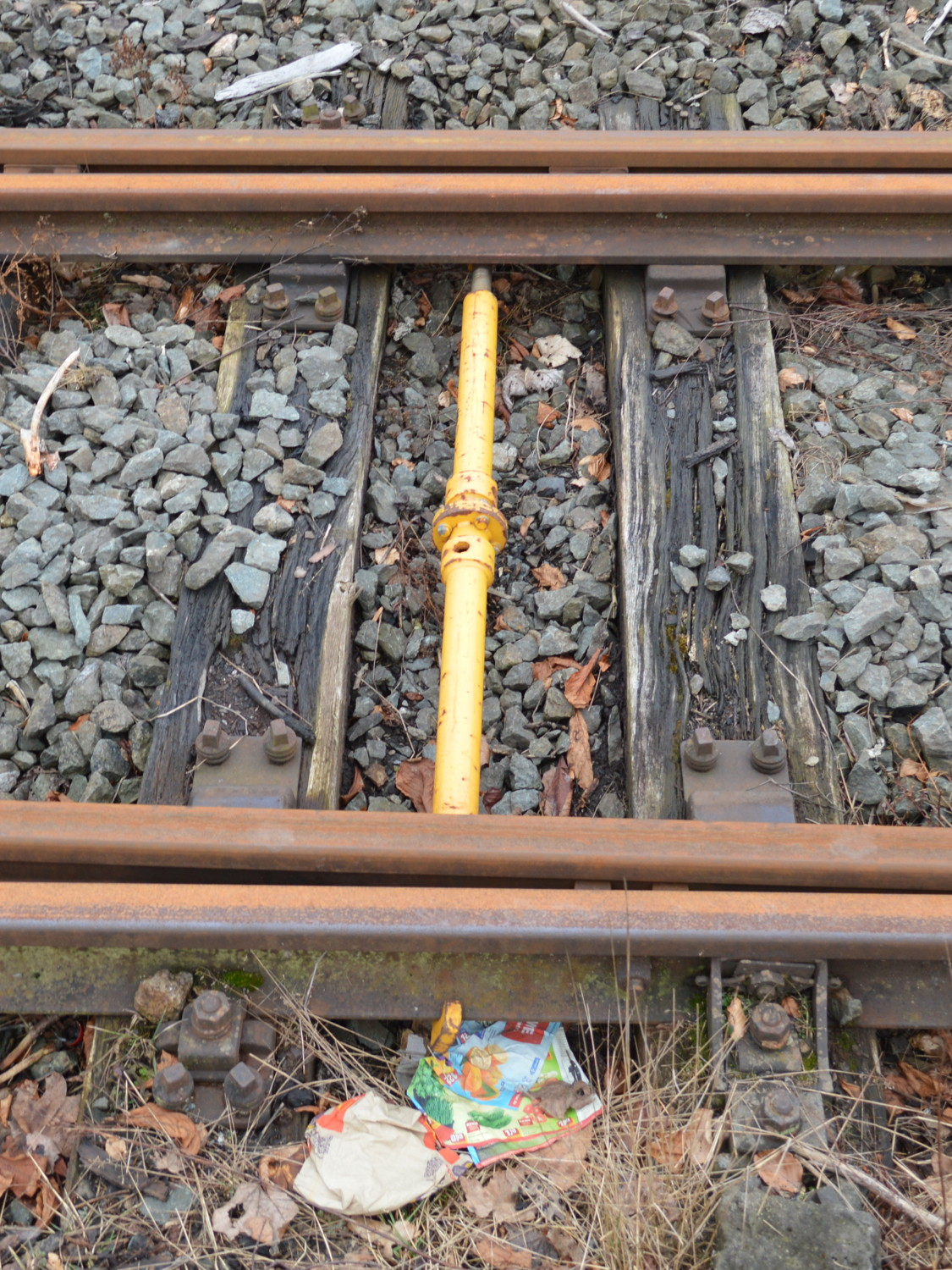
Diese Spurstange sichert provisorisch die Spurhaltefähigkeit der Backenschienen in einer Weiche

## Spurstangen im Gleisbau
Im Gleisbau halten Spurstangen, auch Spurhaltestangen oder Spurhaltebügel genannt,  die Verbindung zwischen den Schienen und geben die geforderte Spurweite zwischen den Schienen vor, wenn keine konventionelle Schwelle eingesetzt wird oder die Schwelle beschädigt ist.